# Amphiprion latifasciatus
Espèce
Le Poisson-clown de Madagascar (Amphiprion latifasciatus) est une espèce de poissons osseux de la famille des pomacentridés. Il est présent à l'ouest de l'Océan Indien et mesure jusqu'à 14 cm.
Le Poisson-clown de Madagascar s'associe avec l'anémone de mer Stichodactyla mertensii.

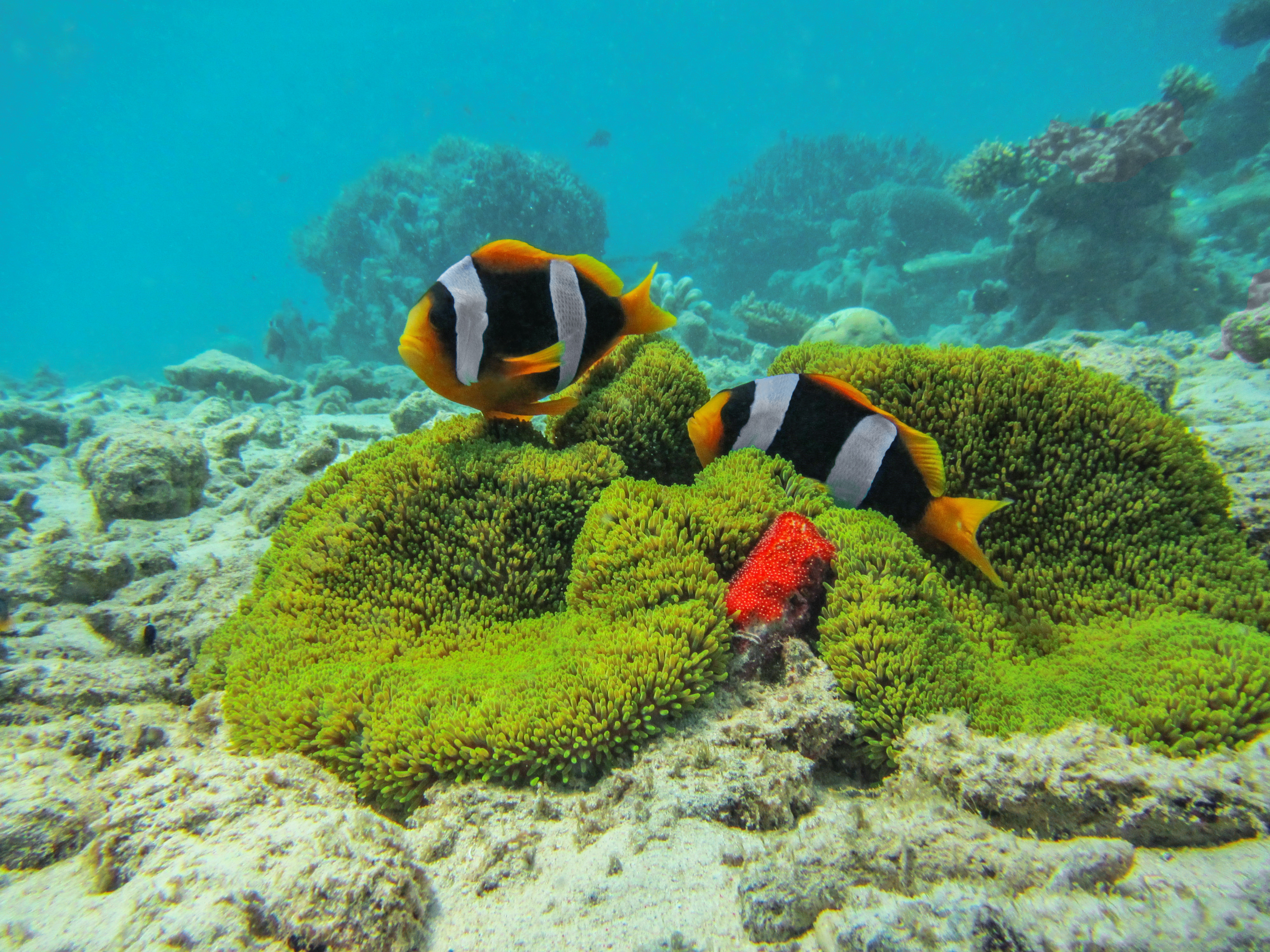
Un couple de poissons-clowns malgaches avec leur ponte (en rouge), protégés par une anémone Stichodactyla mertensii, dans le Parc naturel marin de Mayotte.